# Túnel de Malpas
El túnel de Malpas es un túnel creado en 1679 bajo la colina de Ausseruna en el departamento del Erau para hacer pasar el Canal del Mediodía. Es el símbolo del empeño de Pierre-Paul Riquet, ideólogo del canal. Se trata del primer túnel creado para pasar un canal.

## Descripción

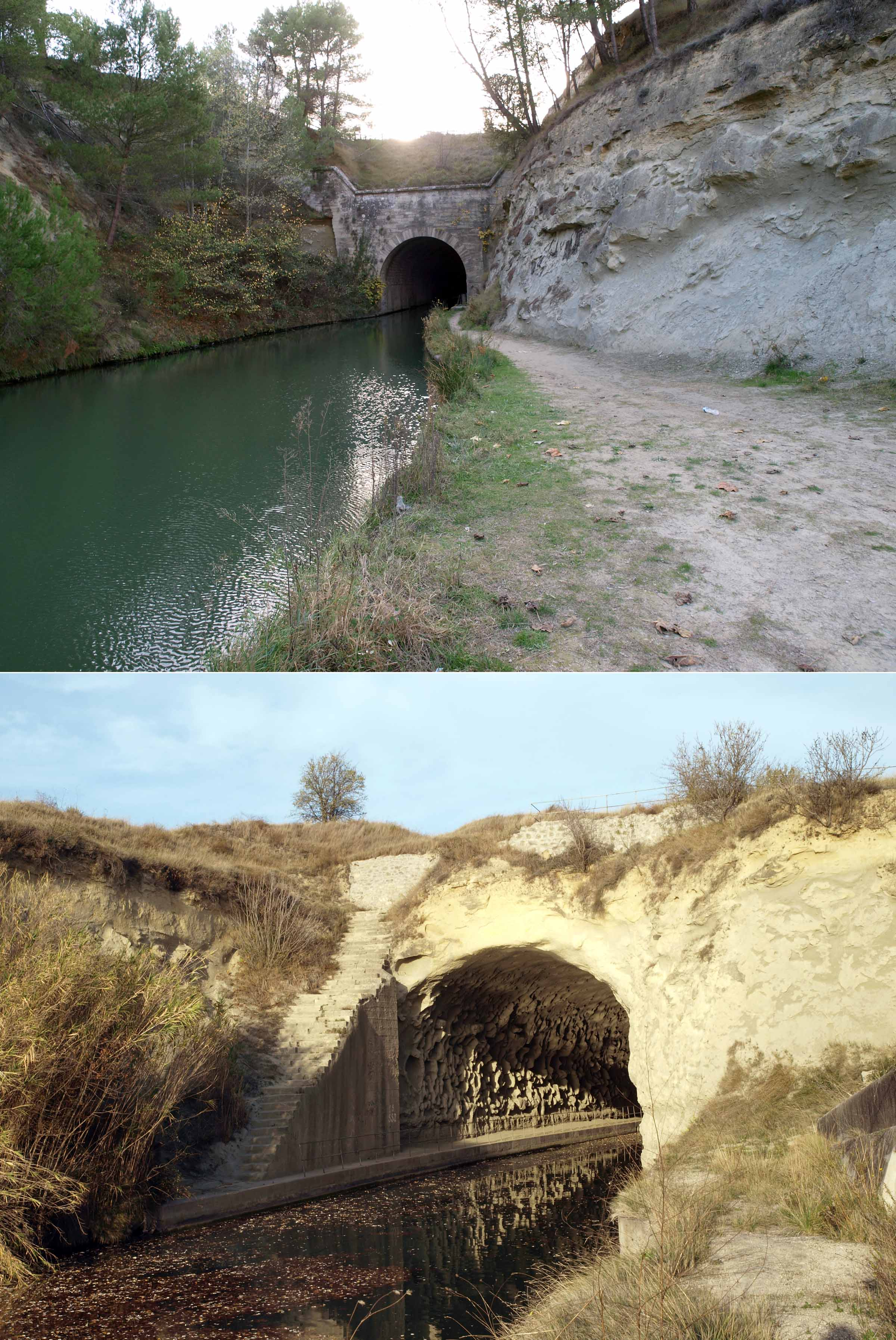
Túnel de Malpas en el Canal del Mediodía.

Durante los trabajos del Canal del Mediodía se toparon con la colina de Ausseruna, lo que era un gran inconveniente. Debajo de un suelo muy duro se encontraba una montaña de gres muy blando, sujeta a la erosión. El primer ministro Colbert fue alertado rápidamente de esta situación e hizo detener la obra. Los detractores de Riquet parecían haber conseguido su objetivo, ya que se amenazaba el conjunto del proyecto por una colina. Riquet había preferido este trazado en vez de desembocar el río Aude, tal y como proponía Clerville, arquitecto de Luis XIV. La travesía del río era un obstáculo mayor, ya que la obra era más cara y se podía interrumpir el tráfico de barcos por las crecidas o las sequías.
Con todo, Riquet pidió al maestro de obra Pascal de Nissan continuar en secreto los trabajos, a pesar de los riesgos de hundimiento. En menos de ocho días, el túnel fue agujereado y sostenido por una bóveda cementada de punto a punto. Riquet sólo tuvo que guiar al intendente Daguesseau al túnel y quedó completamente sorprendido. El túnel mide 165 metros de largo, evita una esclusa suplementaria en el recorrido y es una muestra del empeño de un hombre frente a los detractores que tenía. Éste es el motivo de que el túnel lleve el nombre de Malpas.
Bajo el túnel de Malpas se encuentran otros dos túneles que se cruzan en el trazado (aunque a niveles diferentes). El primero es una galería que permite el drenaje del estanque de Montady del siglo XIII y el túnel ferroviario de la línea Besiers-Narbona